# Arare (tàu khu trục Nhật)
Arare (tiếng Nhật: 霰) là một tàu khu trục hạng nhất của Hải quân Đế quốc Nhật Bản thuộc lớp tàu khu trục Asashio bao gồm mười chiếc được chế tạo vào giữa những năm 1930. Arare đã tham gia một số hoạt động tại Mặt trận Thái Bình Dương vào giai đoạn mở đầu của Chiến tranh Thế giới thứ hai trước khi bị tàu ngầm Mỹ USS Growler đánh chìm ngoài khơi đảo Kiska thuộc quần đảo Aleut vào ngày 5 tháng 7 năm 1942.

## Thiết kế và chế tạo
Được chấp thuận cho chế tạo trong khuôn khổ Chương trình Bổ sung Vũ khí Hải quân Nhật Bản thứ hai (Maru-2), những chiếc trong lớp tàu khu trục Asahio có kích thước lớn hơn và nhiều khả năng hơn so với lớp tàu khu trục Shiratsuyu dẫn trước, vì các nhà thiết kế hải quân Nhật Bản không còn bị gò bó trong những giới hạn của Hiệp ước Hải quân London. Những con tàu có kích cỡ tương đương tàu tuần dương hạng nhẹ này được thiết kế để tận dụng ưu thế dẫn đầu của Nhật Bản trong kỹ thuật ngư lôi, để tháp tùng lực lượng tấn công chủ lực của Hạm đội Nhật cũng như để tấn công cả ngày lẫn đêm nhắm vào Hải quân Hoa Kỳ, khi họ băng ngang Thái Bình Dương theo giả định của lý thuyết chiến lược Nhật Bản. Cho dù là một trong những lớp tàu khu trục mạnh mẽ nhất thế giới vào lúc hoàn tất, không có chiếc nào sống sót qua cuộc Chiến tranh Thái Bình Dương.
Arare được đặt lườn vào ngày 5 tháng 3 năm 1937, được hạ thủy vào ngày 16 tháng 11 năm 1937 và đưa ra hoạt động vào ngày 15 tháng 4 năm 1939.

## Lịch sử hoạt động
Vào ngày 5 tháng 7 năm 1942, Arare và hai tàu khu trục khác bị tấn công bằng ngư lôi bởi tàu ngầm Mỹ USS Growler khi ở cách 11 km (7 dặm) ở phía Đông cảng Kiska thuộc quần đảo Aleut, ở tọa độ 52°0′B 177°40′Đ / 52°B 177,667°Đ. Bị đánh trúng giữa tàu, Arare nổ tung và chìm. Chỉ có 42 người sống sót được cứu vớt bởi tàu khu trục Shiranuhi vốn cũng bị hư hại nặng.
Arare được rút khỏi danh sách Đăng bạ Hải quân vào ngày 31 tháng 7 năm 1942.